# Тождество личности
Проблема тождества личности — философская проблема, состоящая в том, что человек в разные моменты времени считает себя одной и той же личностью, в то время как его тело и сознание постоянно меняются. Основными конкурирующими теориями в этой области являются:
1. Психологический критерий, сформулированный Джоном Локком. Локк пишет, что «насколько разумное существо может повторять идею прошлого действия с тем же самым сознанием о нём, какое у него было сначала, и с тем же самым своим сознанием о всяком теперешнем действии, настолько оно и есть одна и та же личность. Благодаря осознанию своих теперешних мыслей и действий разумное существо бывает для себя личностью теперь; она останется той же самой личностью и в будущем, поскольку сможет простирать то же самое сознание на действия прошедшие или будущие».
2. Биологический критерий, защищаемый сегодня прежде всего Эриком Олсеном. Эта теория, грубо говоря, состоит в том, что мы суть наши тела, а наша память и личность есть лишь эпизоды в жизни этих тел.
3. Нарративный критерий, гласящий, что мы есть история, рассказанная о нас нами самими и другими людьми. Сторонниками этой теории являются Д. Деннет, П. Рикёр, Дмитрий Волков.
4. Теория Д. Парфита, отрицающая важность тождества личности, заменяя её понятием «выживание».[1]

По определению профессора Г. И. Челпанова, «тождеством личности я считаю то обстоятельство, что я отождествляю моё теперешнее „я“ с тем „я“, которое я имел много лет назад. Между ними в действительности есть огромная разница. В самом деле, когда я был ребёнком, то, употребляя слово „я“, я мыслил совсем не то, что я мыслю, когда я теперь употребляю это слово. Но мне кажется, что моё теперешнее „я“ тождественно с моим прошлым „я“».
Одна из трудностей состоит тут в том, что тело человека участвует в обмене веществ, в силу которого составляющие его физические частицы постоянно меняются. «То, что мы состоим всегда из одних и тех же мускулов, костей, нервов, кожи и т. д. — пишет профессор Г. Тейхмюллер, — есть лишь одна видимость; не исчезает только сходство формы, между тем как сами вещества находятся в постоянном течении». В 19 веке учёные подсчитали, что весь физический состав человеческого тела меняется в период от 5 до 7 лет, так что к концу этого срока в нас не остаётся буквально ни одного атома из числа бывших в начале. Мы, таким образом, никогда не тождественны по веществу, из которого состоим.
Сущность ощущения себя личностью не охвачена вполне ни одной из существующих теорий. Отвечая на вопрос о личной идентификации, современные философы всё больше и больше прибегают к теории релятивизма, или к утверждению лингвистической неопределённости.

## История вопроса

### Древний Восток
Анатмавада в буддийской философии.

### Античность
Впервые проблема тождества личности была поставлена в античной философии. Древнейшим её примером считается сюжет из комедии Эпихарма, философа-пифагорейца, излагавшего свои идеи в драматических произведениях; в упомянутой несохранившейся комедии он высмеивал учение Гераклита, согласно которому все вещи пребывают в течении. Сюжет комедии таков: заимодавец требует вернуть долг, а должник отрицает, что он тот же самый, поскольку в нём одно прибавилось, а другое убавилось. Заимодавец избивает должника, а будучи привлечён к суду, сам прибегает к тому же аргументу: дескать, бил-то один, а судят другого. К этому сюжету относят сохранившийся у Диогена Лаэрция фрагмент из Эпихарма, по-видимому, передающий аргументацию должника:

— <Если> к нечётному числу или, если тебе угодно, к чётному, кто-нибудь пожелает прибавить камушек или же отнять [его] от имеющихся в наличии, как ты думаешь, будет ли это <всё> то же [число]?
— По-моему, нет.
— Ну а если к мере в локоть кто-нибудь пожелает прибавить другую длину или отрезать [её] от той, что была прежде, имелась бы всё ещё в наличии та мера?
— Разумеется, нет.
— Вот так смотри теперь и на людей: один растёт, другой чахнет, все всё время в изменении, но то, что изменяется по [своей] природе и никогда не остается тем же, уже отлично от переменившегося. Так и ты, и я: вчера одни, а ныне другие, [завтра же] опять иные, и никогда не одни и те же, по одному и тому же счёту.— Фрагменты Эпихарма
из сочинения Алкима «Против Аминта»
По сообщению Плутарха, рассуждения Эпихарма имели хождение среди софистов, у которых из них развился «аргумент о росте»: «тот, кто взял в долг давно, теперь не должен, поскольку стал другим, а кого звали на обед вчера, приходит незваным сегодня, поскольку-де он „другой“…» А в эллинистическую эпоху «аргумент о росте» развивали скептики Второй Академии.

### Новое время
В философии Нового времени дискуссия о тождестве личности развернулась в связи с учением Декарта о душе как мыслящей субстанции. Последователи Декарта полагали, что только признание в человеке нематериальной души даёт прочное основание для убеждения в тождестве личности; напротив, учение материалистов, признающих одну материальную субстанцию, ведёт к отрицанию тождества личности и снимает с человека моральную ответственность. Этот вопрос, в частности, обсуждался в переписке английского философа С. Кларка с философом-вольнодумцем Э. Коллинзом. Кларк утверждал, что поскольку материальные тела в разное время состоят из разных частиц, то, если мыслит материя, каждый раз мыслят разные её частицы. Следовательно, невозможно вменять ответственность одному мыслящему существу за решения, принятые другим. Коллинз, со своей стороны, отвечал, что хотя мы не имеем дела с тождеством одной и той же материальной массы, но различные материальные массы могут создавать одну и ту же личность благодаря преемственности памяти и идей. Этот аргумент был отвергнут Кларком, заключившим, что такая преемственность не создаёт реального тождества.

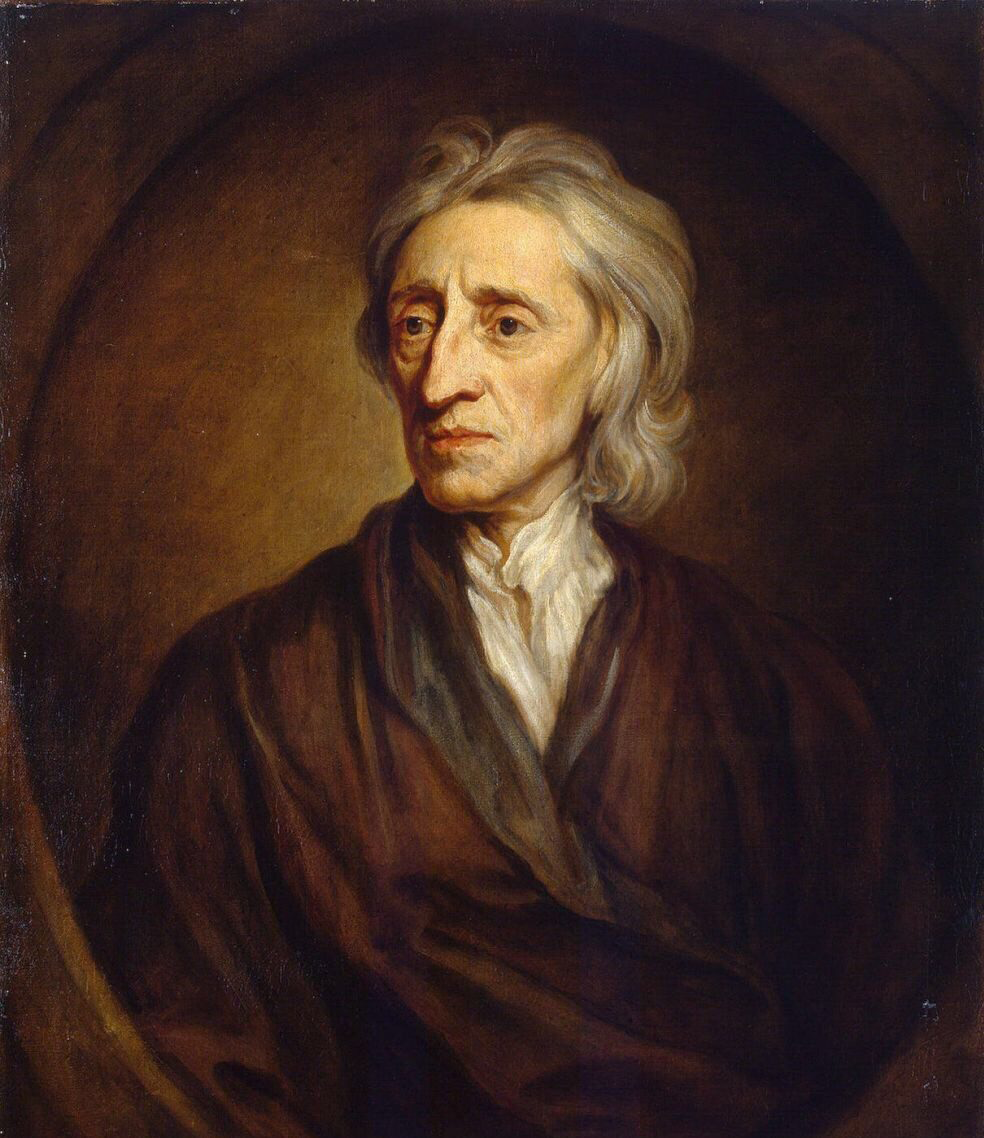
Джон Локк

Локк. Важную роль в истории вопроса о тождестве личности сыграло учение английского философа Джона Локка. По мнению Локка, изложенному в «Опыте о человеческом разумении», тождество личности не зависит от тождества субстанций, будь то материальных или нематериальных. Один из основателей английского эмпиризма, Локк полагал, что все наши идеи происходят из опыта; однако опыт даёт нам только знание явлений, но не знание субстанций. Следовательно, понятие тождества не могло возникнуть из идеи субстанции, о которой мы не имеем никакого представления. Подлинное происхождение этой идеи другое: понятие тождества связано с нахождением вещи в одном и том же месте пространства; видя спустя некоторое время, что такая же по качествам вещь находится в том же месте, мы заключаем, что это и есть та же самая вещь. Между тем, такое тождество вовсе не предполагает наличия неизменной субстанции. Так, приписывая тождество неодушевлённым предметам, мы допускаем, что все составляющие их материальные частицы с течением времени могут измениться, однако это не мешает рассматривать их как те же самые предметы. Точно также, приписывая тождество растениям и животным, мы полагаем это тождество не в непрерывно меняющемся составе их тел, а в неизменном строении их организмов.
Так же, по мнению Локка, следует судить и о человеке: тождество человека состоит в наличии у него одного и того же организма, состоящего из непрерывно меняющихся материальных частиц. Что же касается тождества личности, то оно определяется наличием у человека сознания, в силу которого он сознаёт себя как одно и то же мыслящее существо. Это сознание, связывающее воедино наши прошлые и настоящие действия, неотделимо от мышления и простирается настолько, насколько простирается человеческая память. С этой точки зрения человек, полностью утративший память о своей прошлой жизни, становится другой личностью. Рассуждая о теории переселения душ, Локк писал, что если у нас нет ни одного воспоминания о своей предыдущей жизни, то нет и никаких оснований отождествлять себя с существовавшей тогда личностью. Напротив, если бы наше сознание каким-то образом присвоило себе мысли и действия жившего прежде человека, то мы стали бы той же личностью, что и он.
Учение Локка вызвало множество толков в английских философских кругах. Так, философ и богослов Сэмюэл Кларк заметил, что в нём содержится скрытое противоречие: с одной стороны, Локк определяет личность как «мыслящее существо», с другой, отрицает, что тождество личности создаётся тождеством субстанций. Но ведь слово существо означает то же, что и субстанция, следовательно, мыслящее существо есть мыслящая субстанция. Другой автор, Генрих Ли, в сочинении «Антискептицизм» указывал, что утрата человеком памяти не означает утраты им тождества, ибо в противном случае мы не могли бы вменить ему ответственность за его прошлые поступки. Против мнения, что тождество личности создаётся памятью и сознанием, выступил также ирландский философ Дж. Беркли.

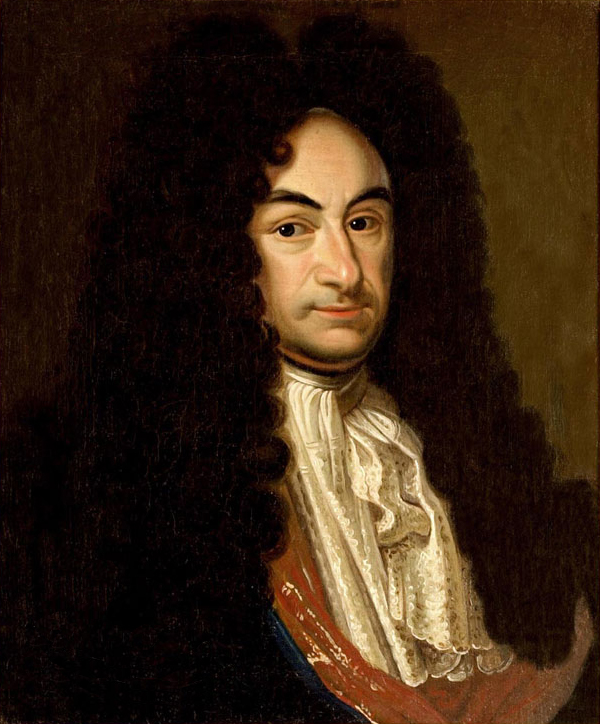
Готфрид Лейбниц

Лейбниц. Одним из критиков Локка выступил немецкий философ и математик Г. В. Лейбниц. В трактате «Новые опыты о человеческом разумении», посвящённом разбору учения Локка, он отверг трактовку тождества, как чего-то зависящего от места и времени. По мнению Лейбница, в природе нет двух абсолютно одинаковых вещей и всякая вещь имеет в самой себе внутренний принцип индивидуации. Поэтому не время и место определяют тождество и различие вещей, а сами вещи могут служить нам для различения места и времени. Тождество живых организмов не может состоять в их организации, так как сохранение сходной организации не гарантирует сохранения индивидуальности. Железная подкова, положенная в венгерскую минеральную воду, становится медной, так как все её частицы заменяются частицами меди; но про эту новую подкову уже нельзя сказать, что она та же самая, хотя её фигура осталась неизменной. Фигура есть лишь акциденция, которая не может переходить из одной субстанции в другую. Отсюда следует, что организованные тела сохраняют своё тождество лишь по видимости, подобно воде в реке или кораблю Тесея, который постоянно чинили афиняне. Реальное же тождество принадлежит только субстанциям, имеющим в самих себе индивидуальный принцип различия.
По мнению Лейбница, одушевлённые существа сохраняют своё тождество благодаря своей душе, которая у мыслящих субстанций составляет их «я». Что касается растений и животных, то, если они имеют душу, то их тождество реальное, если же не имеют, то оно только кажущееся. Тождество же человека безусловно сохраняется только благодаря душе, так как тело находится в постоянном изменении, а душа не помещается в каких-то предназначенных для неё атомах. Что же касается личного, или морального тождества, которое определяет моральную ответственность, то оно, как правильно заметил Локк, зависит от сознания. Но такое тождество, полагал Лейбниц, неотделимо от реального тождества, то есть тождества мыслящей субстанции. Нематериальное существо, или дух, не может полностью забыть своё прошлое, так как у него остаются впечатления от всего, что с ним случилось. Даже если человек полностью потерял память, он может со временем восстановить всё, что знал, хотя бы с помощью других людей. И хотя восприятия не показывают нам предсуществования душ, но если бы оно было истиной, это могло бы быть нами когда-нибудь познано.
Сочинение Лейбница не было опубликовано при его жизни, но изложенные в нём идеи оказали влияние на мыслителей последующих эпох. В Германии 18 века идеи Лейбница развивали последователи так называемой лейбнице-вольфовской школы. Один из её представителей, Г. С. Реймарус, доказывал тождество личности, опираясь на факт познания. Всякое познание, утверждал он, предполагает подведение вещей под общие понятия; следовательно, для того, чтобы оно состоялось, необходимо, чтобы наше мыслящее начало уже существовало в прошлом, совершало наблюдения и образовывало общие понятия. Но такое непрерывное существование нельзя приписать нашему телу, частицы которого находятся в постоянном течении. Отсюда философ выводил нематериальность мыслящего начала, а в конечном счёте и бессмертие души.

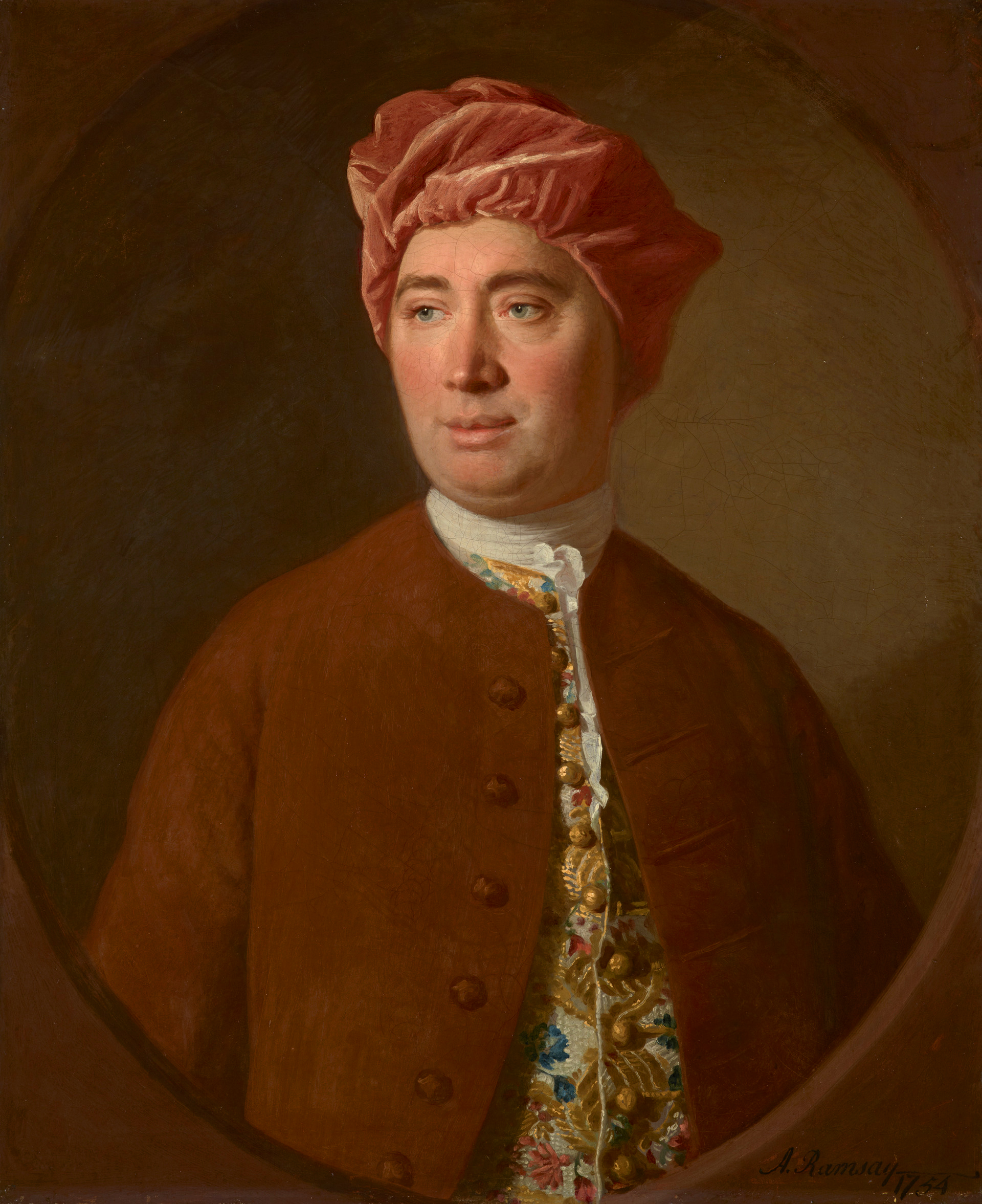
Дэвид Юм

Юм. Первым философом, прямо отрицавшим тождество личности, был шотландский скептик Дэвид Юм. Юм, как и Локк, был представителем английской эмпирической философии, но отличался радикальностью своих выводов. В своём «Трактате о человеческой природе» он выступил против тех мыслителей, которые полагали, что мы непосредственно сознаём то, что называем своим «я». Юм исходил из того положения, что все наши идеи происходят от каких-либо восприятий или впечатлений; однако у нас нет никакого впечатления, которому бы соответствовала идея нашего «я». Если бы идея нашего «я» порождалась каким-то впечатлением, то оно должно было бы оставаться постоянным и неизменным на протяжении всей нашей жизни, ибо таковым предполагается само наше «я». Между тем у нас нет ни одного впечатления, которое бы оставалось постоянным и неизменным; наши чувства и ощущения постоянно сменяют друг друга и никогда не существуют одновременно. Следовательно, если идея нашего «я» не порождается никаким впечатлением, то такой идеи у нас нет совсем. В относящихся сюда знаменитых строках «Трактата о человеческой природе» Юм писал:

«Что касается меня, то когда я самым интимным образом вникаю в нечто, именуемой мной своим я, всегда наталкиваюсь на то или иное единичное восприятие тепла или холода, света или тени, любви или ненависти, страдания или наслаждения. Я никак не могу уловить своё я как нечто существующее помимо восприятий и никак не могу подметить ничего, кроме какого-либо восприятия<…> 
Дух — нечто вроде театра, в котором выступают друг за другом различные восприятия; они проходят, возвращаются, исчезают и смешиваются друг с другом в бесконечно разнообразных положениях и сочетаниях. Собственно говоря, в духе нет простоты в любой данный момент и нет тождества в различные моменты, как бы велика ни была наша естественная склонность воображать подобную простоту и подобное тождество. Сравнение с театром не должно вводить нас в заблуждение: дух состоит из одних только восприятий, следующих друг за другом, и у нас нет ни малейшего представления о том месте, в котором разыгрываются эти сцены, и о том материале, из которого этот театр состоит».— Дэвид Юм. Трактат о человеческой природе.
Но если у нас нет никакой идеи нашего «я», откуда же происходит наша уверенность в собственном тождестве? По мнению Юма, тождество, которое мы приписываем самим себе, аналогично тому, которое мы приписываем неодушевлённым предметам, растениям и животным. Рассматривая какой-нибудь предмет, состоящий из множества частей, мы склонны приписывать ему тождество, даже если отдельные части его меняются, в особенности, если эти изменения происходят постепенно и незаметно. И даже если со временем все части этого предмета полностью изменяются, мы склонны по-прежнему считать его тем же самым, хотя реального тождества между ними уже нет. Так, дуб, выросший из маленького растения в большое дерево, остаётся в наших глазах всё тем же дубом, хотя ни одна его материальная частица и ни одна его форма не остались тождественными. С точки зрения Юма, такое же происхождение имеет и то фиктивное тождество, которое мы приписываем своему духу.
Таким образом, Юм первым в европейской философии решился отрицать существование «я» и как нематериальной субстанции, и как какой-либо единой сущности, сведя всю душевную жизнь к простой совокупности психических явлений. Этот взгляд, получивший название «актуализма» (от лат. actus), приобрёл большую популярность у сторонников эмпиризма в 19 и 20 веке. Сам Юм, впрочем, не был вполне доволен своей концепцией и в примечании к «Трактату» признавался, что испытывает затруднения при объяснении того принципа, который связывает воедино наши восприятия.

### Новейшее время
Мен де Биран. Концепцию, противоположную концепции Юма, выдвинул французский философ Мен де Биран. Биран был малоизвестным при жизни мыслителем, труды которого, однако, легли в основу французского спиритуализма. В своих сочинениях он критиковал сенсуалистическую философию Кондильяка и французских «идеологов», но остриё его критики всегда было направлено против Юма. Ключевая идея Бирана состояла в том, что наше «я» непосредственно дано нам во внутреннем опыте. Это «я» открывается нам в явлениях воли, которые в силу своей активной природы не могут быть истолкованы, как продукт пассивных ощущений. В явлениях воли мы непосредственно познаём активность нашего «я». По мнению Бирана, существование нашего «я» есть первоначальный и бесспорный факт сознания, который лежит в основе всякого опыта и без которого невозможен самый опыт. Из этого первоначального факта философ выводил и все категории нашего разума, такие как единство, тождество, сила, причина, субстанция и т. п. Наше понятие о тождестве рождается не из внешнего, а из внутреннего опыта, в котором мы непосредственно наблюдаем неизменность нашего «я» при смене его состояний. Таким образом, тождество нашей личности не подобно тому формальному тождеству, которое мы приписываем внешним вещам; в природе нашего «я» мы находим образец реального, подлинного тождества, а уже потом переносим эту категорию на внешние вещи.

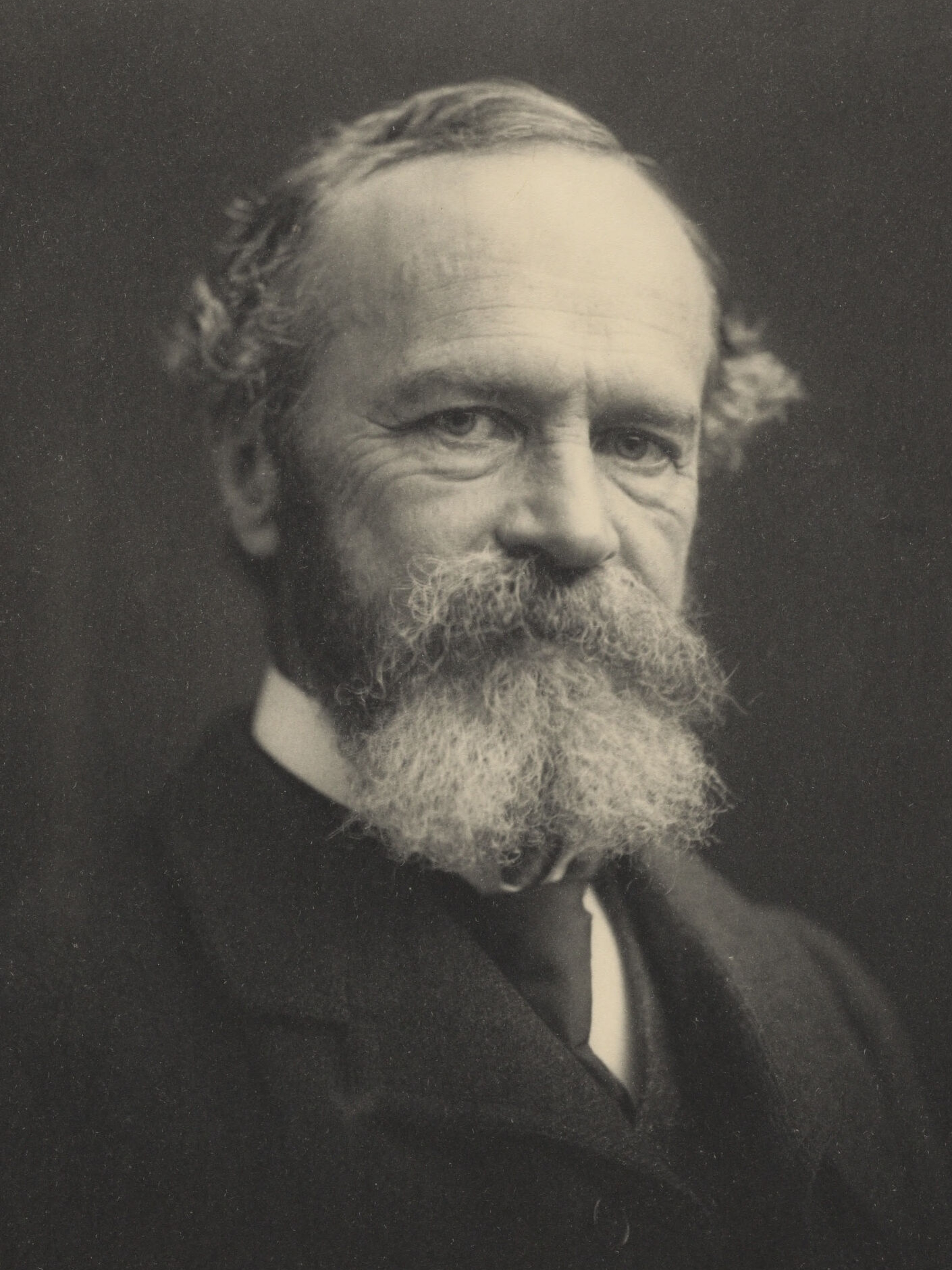
Уильям Джеймс

Джеймс. Продолжателем идей Юма в 19-20 веке был американский философ и психолог, один из основателей прагматизма Уильям Джеймс. В своей концепции «радикального эмпиризма», изложенной в ряде популярных очерков, Джеймс отрицал существование сознания, как особой сущности. Согласно этой концепции, в мире не существует ничего, кроме чистого опыта, а разница между сознанием и физическим миром сводится к разным отношениям, в которых элементы чистого опыта находятся между собой. Одним из следствий этой концепции было отрицание личного тождества. Философы-спиритуалисты, писал Джеймс в «Основах психологии», полагают, что в основе преходящих состояний сознания должен лежать какой-то неизменный субъект или субстанция. Но для такого вывода нет достаточных оснований. Между сегодняшними и вчерашними состояниями сознания нет субстанционального тождества, так как в то время, как существуют одни, другие уже прошли или умерли. Между ними есть только функциональное тождество, состоящее в том, что все они знают одно и то же прошлое. Каждое следующее состояние сознания «присваивает» себе прошедшие состояния, так как чувствует к ним особое расположение или симпатию. Проснувшись утром, мы говорим себе: «А! Вот опять моё старое „я“!» — точно так же, как говорим: «Вот та же самая старая постель, та же старая комната, тот же старый мир» и т. д. Каждая следующая «волна» сознания присваивает себе предшествующую и становится последним собственником всего, что содержат предыдущие мысли. В этой особенности зарождающихся мыслей — схватывать исчезающую мысль и «присваивать» её — и лежит источник всех наших суждений о личном тождестве. Таким образом, на свой вопрос, кто же, собственно, мыслит наши мысли, Джеймс отвечал парадоксальным утверждением, что «сами мысли — в то же время и мыслители».
Лопатин.

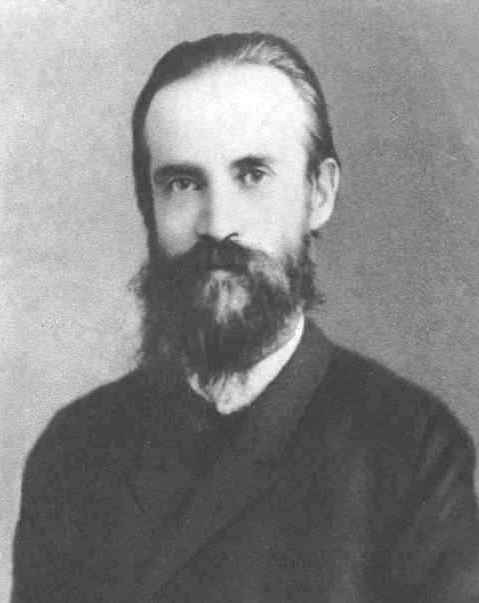
Лев Лопатин

Горячим защитником тождества личности был русский философ-спиритуалист Л. М. Лопатин. В противовес феноменалистической теории душевной жизни, сводящей её к одним явлениям, Лопатин выдвинул принцип соотносительности явлений и субстанций. Согласно этому принципу, всякий реальный процесс предполагает две стороны: то, что возникает и уничтожается, и то, что пребывает неизменным; первое мы называем явлением, второе — субстанцией. Например, если мы наблюдаем движущееся тело, то процесс его движения включает два элемента: с одной стороны, последовательное положение тела в разных точках пространства, а с другой — само это тело, остающееся тем же самым при всех изменениях своего положения. Никто ведь не думает, что когда тело проходит через точки a и b, оно исчезает в точке a, а вместо него появляется другое такое же в точке b; напротив, мы убеждены, что тело в точке b — совершенно то же, что и в точке a. Но что верно в отношении физических, верно и в отношении психических процессов. Все явления нашего сознания суть только последовательные состояния пребывающей в них субстанции; эту субстанцию мы называем словом «я». Наши мысли, чувства, желания — не самодостаточные явления, а лишь моменты в непрерывно развивающейся жизни нашего духа. И как физическое движение немыслимо без движущегося тела, так душевные процессы немыслимы без духовной субстанции.
Твёрдым доказательством тождества нашего «я» Лопатин считал сознание реальности времени. Время, полагал философ, не может быть сознано и понято тем, что само временно. Если бы душевный мир состоял из одних явлений, возникающих и исчезающих во времени, эти явления никогда не смогли бы объединиться в один ряд, который хранится в нашей памяти. Ведь всякое явление существует только в тот момент, когда оно совершается; когда есть настоящие явления, прошлых уже нет. Как же явления, разъединённые во времени, могут соединиться в одно целое? Как существующее может соединиться с несуществующим? Единственным ответом на этот вопрос, полагал Лопатин, является признание сверхвременной природы нашего «я». Сознать и объединить события, разделённые во времени, может лишь то, что само не является временным, но стоит над временем, усматривая в нём нечто мимо идущее. Лишь потому, что наше «я» сохраняет тождество во времени, оно может объединить исчезающие явления в один ряд. Но сверхвременность нашего «я» означает, что оно есть субстанция; следовательно, сознавая свою сверхвременность, мы тем самым сознаём и свою субстанциональность. Это не умозрительная идея, но факт непосредственного опыта, в достоверности которого невозможно усомниться. Итак, заключал философ, мы никогда не воспринимаем одних явлений; постоянным и единственным предметом нашего внутреннего опыта всегда является внутреннее тождество нашего «я» в многообразии своих состояний.